# Horváth Ádám (röplabdázó)
Horváth Ádám (Győr, 1986. március 16. –) röplabdázó, a Győri Jedlik RC, majd a Veszprémi Röplabda Club játékosa. 2x-es korosztályos országos bajnok.2010. szeptember 8-án Jó tanuló, jó sportoló kitüntetést vehetett át.2005-ben szerzett felsőfokú médiafejlesztő végzettséget a győri Jedlik Ányos Informatikai Középiskolában. Közgazdász MA és grafikus végzettséggel is rendelkezik. A 2010-es ARC kiállítás döntőse, a FiveStar! Design vezető grafikusa. A Pannon Egyetem Alumni magazinjának alapítója és főszerkesztője (2008-2011).